# Condado de Nowata
O Condado de Nowata é um dos 77 condados do estado norte-americano do Oklahoma. A sede do condado é Nowata, que também é a maior cidade.
A área do condado é de 1505 km² (dos quais 41 km² são cobertos por água), uma população de 10 569 habitantes e uma densidade populacional de 7 hab/km².

## Condados adjacentes
- Condado de Montgomery, Kansas (norte)
- Condado de Labette, Kansas (nordeste)
- Condado de Craig (leste)
- Condado de Rogers (sul)
- Condado de Washington (oeste)

## Cidades e vilas
- Delaware
- Lenapah
- New Alluwe
- Nowata
- South Coffeyville
- Wann